# Plaatfout
Een plaatfout bij postzegels is een afwijking op de drukplaat die een duidelijk zichtbare afwijking oplevert van de originele afbeelding van een postzegel. De drukplaat kan bijvoorbeeld beschadigd raken omdat er gereedschap op valt of door het bijwerken van het beeld na slijtage. Een plaatfout is gebonden aan de positie van een zegel in de drukplaat.
Twee bekende plaatfouten zijn de "gebroken zweep" en de "open lantaarn" bij de Nederlandse postkoets-zegel uit 1943 (NVPH-nr 422).   
De portzegels van Nederland en overzeese rijksdelen zijn heel lang van dezelfde plaat gedrukt, in verschillende kleuren, zodat dezelfde plaatfouten voorkomen.
De drukplaten werden vroeger ook wel  van koper gemaakt. Dit is een relatief zacht materiaal, daarom geschikt om te graveren. De platen werden zeer lang en intensief gebruikt, waardoor het beeld kan vervagen door slijtage. Het beeld wordt (plaatselijk) lichter, want er komt minder inkt in de groeve. De beeldjes op de plaat kunnen dan waar nodig geretoucheerd worden. Soms zijn deze bewerkingen zichtbaar door afwijkingen t.o.v. het oorspronkelijke beeld, afhankelijk van het vakmanschap van de graveur of de staat van de plaat. Na de retouche van het beeld is de kleur meestal levendiger of zelfs gewoon vet.
Een plaatfout moet worden onderscheiden van een druktoevalligheid, die kan ontstaan door vuil (bijvoorbeeld een haar of een stukje papier) op de drukplaat.